# 北脇里規
北脇 里規（きたわき りき、1985年11月22日 - ）は、元プロサッカー選手。ポジションはMF、DF。
実弟はサッカー選手の北脇健慈（福井ユナイテッドFC所属）。

## 来歴
東京都多摩市出身で日本人の父親とベネズエラ人の母親を持つハーフ。ジュニアからユースまで東京ヴェルディの下部組織でプレー。その後は国士舘大学に進学するが、北脇が1年の時の2004年に大学サッカー部で一部の部員達が不祥事を起こし、同部が活動を自粛したため大学を中退し、可能性を求めてパラグアイに渡った。
パラグアイでは同国1部リーグに所属するタクアリFC(en)などに所属し7年間プレーした。2012年4月24日、テスト生を経てジュビロ磐田への加入内定が発表された。
2013年シーズン限りでのジュビロ磐田の退団が決まる。
2014年、アスルクラロ沼津へ移籍。6月、怪我が完治せず万全の状態でプレー出来なくなった為沼津を退団、現役引退を発表した。

## 評価・プレースタイル
球際に強く、MFとDFならどこでもこなすユーティリティープレイヤー。

## 所属クラブ
ユース経歴
- ヴェルディジュニア
- ヴェルディジュニアユース
- ヴェルディユース（東京都立松が谷高等学校）
- 国士舘大学サッカー部

プロ経歴
- 2005年 ヴェンティヌエベ・デ・セティエムブレ
- 2006年 - 2011年 タクアリFC
  - 2007年 クラブ・プレジデンテ・アジェス（期限付き移籍）
- 2012年 - 2013年 ジュビロ磐田
- 2014年 - 同年6月 アスルクラロ沼津

## 個人成績
| 国内大会個人成績 | 国内大会個人成績 | 国内大会個人成績 | 国内大会個人成績 | 国内大会個人成績 | 国内大会個人成績 | 国内大会個人成績 | 国内大会個人成績 | 国内大会個人成績 | 国内大会個人成績 | 国内大会個人成績 | 国内大会個人成績 |
| 年度             | クラブ           | 背番号           | リーグ           | リーグ戦         | リーグ戦         | リーグ杯         | リーグ杯         | オープン杯       | オープン杯       | 期間通算         | 期間通算         |
| 年度             | クラブ           | 背番号           | リーグ           | 出場             | 得点             | 出場             | 得点             | 出場             | 得点             | 出場             | 得点             |
| 日本             | 日本             | 日本             | 日本             | リーグ戦         | リーグ戦         | リーグ杯         | リーグ杯         | 天皇杯           | 天皇杯           | 期間通算         | 期間通算         |
| ---------------- | ---------------- | ---------------- | ---------------- | ---------------- | ---------------- | ---------------- | ---------------- | ---------------- | ---------------- | ---------------- | ---------------- |
| 2004             | 国士大           | -                | JFL              | 17               | 5                | -                | -                |                  |                  |                  |                  |
| 2012             | 磐田             | 28               | J1               | 0                | 0                | 0                | 0                | 0                | 0                | 0                | 0                |
| 2013             | 磐田             | 28               | J1               | 0                | 0                | 0                | 0                | 0                | 0                | 0                | 0                |
| 2014             | 沼津             | 28               | JFL              | 3                | 1                | -                | -                | -                | -                | 3                | 1                |
| 通算             | 日本             | 日本             | J1               | 0                | 0                | 0                | 0                | 0                | 0                | 0                | 0                |
| 通算             | 日本             | 日本             | JFL              | 20               | 6                | -                | -                |                  |                  |                  |                  |
| 総通算           | 総通算           | 総通算           | 総通算           | 20               | 6                | 0                | 0                | 0                | 0                | 0                | 0                |